# Abu Dhabi Tour 2018
4. edycja wyścigu Abu Dhabi Tour odbyła się w dniach 21–25 lutego 2018 roku. Trasa tego pięcioetapowego wyścigu liczyła 687,6 km. Zawody figurowały w kalendarzu najważniejszych wyścigów kolarskich UCI World Tour.

## Lista startowa
Na starcie tego wyścigu stanęło 20 ekip, siedemnaście drużyn jeżdżących w UCI World Tour 2018 i trzy zespoły zaproszone przez organizatorów z tzw. „dziką kartą”.
| Numery | Kod | Drużyna           |
| ------ | --- | ----------------- |
| 1-7    | UAE | UAE Team Emirates |
| 11-17  | ALM | Ag2r-La Mondiale  |
| 21-27  | AST | Astana Pro Team   |
| 31-37  | TBM | Bahrain-Merida    |
| 41-47  | BRD | Bardiani CSF      |
| 51-57  | BMC | BMC Racing Team   |
| 61-67  | BOH | Bora-Hansgrohe    |
| 71-77  | GAZ | Gazprom-RusVelo   |
| 81-87  | LTS | Lotto Soudal      |
| 91-97  | MTS | Mitchelton-Scott  |

| Numery  | Kod | Drużyna                   |
| ------- | --- | ------------------------- |
| 101-107 | MOV | Movistar Team             |
| 111-117 | QST | Quick-Step Floors         |
| 121-127 | DDD | Dimension Data            |
| 131-137 | EFD | EF Education First–Drapac |
| 141-147 | KAT | Team Katusha-Alpecin      |
| 151-157 | TLJ | Team LottoNL-Jumbo        |
| 161-167 | TNN | Team Novo Nordisk         |
| 171-177 | SKY | Team Sky                  |
| 181-187 | SUN | Team Sunweb               |
| 191-197 | TFS | Trek-Segafredo            |

## Etapy
| Etap | Data      | Start – meta                   | Typ         | Dystans (km) | Zwycięzca etapu    | Lider              |
| ---- | --------- | ------------------------------ | ----------- | ------------ | ------------------ | ------------------ |
| 1.   | 21 lutego | Madinat Zayed – Madinat Zayed  | Płaski      | 189          | Alexander Kristoff | Alexander Kristoff |
| 2.   | 22 lutego | Yas – Yas                      | Płaski      | 154          | Elia Viviani       | Elia Viviani       |
| 3.   | 23 lutego | Abu Zabi – Abu Zabi            | Płaski      | 133          | Phil Bauhaus       | Elia Viviani       |
| 4.   | 24 lutego | Al Maryah Island               | ITT         | 12,6         | Rohan Dennis       | Rohan Dennis       |
| 5.   | 25 lutego | Qasr Al Muwaiji – Jebel Hafeet | Pagórkowaty | 199          | Alejandro Valverde | Alejandro Valverde |

### Etap 1 – 21.02: Madinat Zayed > Madinat Zayed, 189 km
| #   | Zawodnik           | Zespół | Czas       |
| --- | ------------------ | ------ | ---------- |
| 1.  | Alexander Kristoff | UAE    | 4h 48′ 24″ |
| 2.  | Andrea Guardini    | BRD    | + 0″       |
| 3.  | Caleb Ewan         | MTS    | + 0″       |
|     |                    |        |            |
| 61. | Paweł Poljański    | BOH    | + 0″       |
| 71. | Rafał Majka        | BOH    | + 0″       |

| #   | Zawodnik           | Zespół | Czas       |
| --- | ------------------ | ------ | ---------- |
| 1.  | Alexander Kristoff | UAE    | 4h 48′ 14″ |
| 2.  | Andrea Guardini    | BRD    | + 4″       |
| 3.  | Caleb Ewan         | MTS    | + 6″       |
|     |                    |        |            |
| 61. | Paweł Poljański    | BOH    | + 10″      |
| 71. | Rafał Majka        | BOH    | + 10″      |

### Etap 2 – 22.02: Yaa > Yas, 154 km
| #   | Zawodnik         | Zespół | Czas       |
| --- | ---------------- | ------ | ---------- |
| 1.  | Elia Viviani     | QST    | 3h 15' 30" |
| 2.  | Danny van Poppel | TLJ    | + 0"       |
| 3.  | Pascal Ackermann | BOH    | + 0"       |
|     |                  |        |            |
| 23. | Rafał Majka      | BOH    | + 0"       |
| 78. | Paweł Poljański  | BOH    | + 0"       |

| #   | Zawodnik           | Zespół | Czas       |
| --- | ------------------ | ------ | ---------- |
| 1.  | Elia Viviani       | QST    | 8h 03' 44" |
| 2.  | Alexander Kristoff | UAE    | + 0"       |
| 3.  | Danny van Poppel   | TLJ    | + 4"       |
|     |                    |        |            |
| 37. | Rafał Majka        | BOH    | + 10"      |
| 62. | Paweł Poljański    | BOH    | + 10"      |

### Etap 3 – 23.02: Abu Zabi > Abu Zabi, 133 km
| #   | Zawodnik         | Zespół | Czas       |
| --- | ---------------- | ------ | ---------- |
| 1.  | Phil Bauhaus     | SUN    | 3h 02' 55" |
| 2.  | Marcel Kittel    | KAT    | + 0"       |
| 3.  | Pascal Ackermann | BOH    | + 0"       |
|     |                  |        |            |
| 39. | Rafał Majka      | BOH    | + 0"       |
| 61. | Paweł Poljański  | BOH    | + 0"       |

| #   | Zawodnik           | Zespół | Czas        |
| --- | ------------------ | ------ | ----------- |
| 1.  | Elia Viviani       | QST    | 11h 06' 36" |
| 2.  | Alexander Kristoff | UAE    | + 3"        |
| 3.  | Phil Bauhaus       | SUN    | + 3"        |
|     |                    |        |             |
| 34. | Rafał Majka        | BOH    | + 13"       |
| 57. | Paweł Poljański    | BOH    | + 13"       |

### Etap 4 – 24.02: Al Maryah Island, 12,6 km
| #   | Zawodnik             | Zespół | Czas     |
| --- | -------------------- | ------ | -------- |
| 1.  | Rohan Dennis         | BMC    | 14' 21"  |
| 2.  | Jonathan Castroviejo | SKY    | + 14"    |
| 3.  | Miles Scotson        | BMC    | + 16"    |
|     |                      |        |          |
| 22. | Rafał Majka          | BOH    | + 44"    |
| 51. | Paweł Poljański      | BOH    | + 1' 06" |

| #   | Zawodnik             | Zespół | Czas        |
| --- | -------------------- | ------ | ----------- |
| 1.  | Rohan Dennis         | BMC    | 11h 21' 10" |
| 2.  | Jonathan Castroviejo | SKY    | + 14"       |
| 3.  | Miles Scotson        | BMC    | + 16"       |
|     |                      |        |             |
| 16. | Rafał Majka          | BOH    | + 44"       |
| 37. | Paweł Poljański      | BOH    | + 1' 06"    |

### Etap 5 – 25.02: Qasr Al Muwaiji > Jebel Hafeet, 199 km
| #   | Zawodnik           | Zespół | Czas       |
| --- | ------------------ | ------ | ---------- |
| 1.  | Alejandro Valverde | MOV    | 4h 38' 47" |
| 2.  | Miguel Ángel López | AST    | + 0"       |
| 3.  | Julian Alaphilippe | QST    | + 15"      |
|     |                    |        |            |
| 4.  | Rafał Majka        | BOH    | + 15"      |
| 48. | Paweł Poljański    | BOH    | + 5' 20"   |

| #   | Zawodnik           | Zespół | Czas        |
| --- | ------------------ | ------ | ----------- |
| 1.  | Alejandro Valverde | MOV    | 16h 00' 11" |
| 2.  | Wilco Kelderman    | SUN    | + 17"       |
| 3.  | Miguel Ángel López | AST    | + 29"       |
|     |                    |        |             |
| 5.  | Rafał Majka        | BOH    | + 45"       |
| 40. | Paweł Poljański    | BOH    | + 6' 12"    |

## Liderzy klasyfikacji po etapach
| Etap                 | Zwycięzca            | Klasyfikacja generalna | Klasyfikacja punktowa | Klasyfikacja młodzieżowa | Klasyfikacja najaktywniejszych | Klasyfikacja drużynowa |
| -------------------- | -------------------- | ---------------------- | --------------------- | ------------------------ | ------------------------------ | ---------------------- |
| 1                    | Alexander Kristoff   | Alexander Kristoff     | Alexander Kristoff    | Caleb Ewan               | Nikolay Trusov                 | Bardiani CSF           |
| 2                    | Elia Viviani         | Elia Viviani           | Elia Viviani          | Danny van Poppel         | Nikolay Trusov                 | Quick-Step Floors      |
| 3                    | Phil Bauhaus         | Elia Viviani           | Elia Viviani          | Phil Bauhaus             | Nikolay Trusov                 | Bahrain-Merida         |
| 4                    | Rohan Dennis         | Rohan Dennis           | Elia Viviani          | Miles Scotson            | Nikolay Trusov                 | BMC Racing Team        |
| 5                    | Alejandro Valverde   | Alejandro Valverde     | Elia Viviani          | Miguel Ángel López       | Nikolay Trusov                 | Bora-Hansgrohe         |
| Klasyfikacja końcowa | Klasyfikacja końcowa | Alejandro Valverde     | Elia Viviani          | Miguel Ángel López       | Nikolay Trusov                 | Bora-Hansgrohe         |

## Klasyfikacje końcowe

### Klasyfikacja generalna
| M-ce | Zawodnik           | Zespół            | Czas        |
| ---- | ------------------ | ----------------- | ----------- |
| 1.   | Alejandro Valverde | Movistar Team     | 16h 00' 11" |
| 2.   | Wilco Kelderman    | Team Sunweb       | + 17"       |
| 3.   | Miguel Ángel López | Astana Pro Team   | + 29"       |
| 4.   | Julian Alaphilippe | Quick-Step Floors | + 31"       |
| 5.   | Rafał Majka        | Bora-Hansgrohe    | + 45"       |
| 6.   | Davide Formolo     | Bora-Hansgrohe    | + 1' 13"    |
| 7.   | Diego Ulissi       | UAE Team Emirates | + 1' 18"    |
| 8.   | Rui Costa          | UAE Team Emirates | + 1' 28"    |
| 9.   | Rohan Dennis       | BMC Racing Team   | + 1' 29"    |
| 10.  | Emanuel Buchmann   | Bora-Hansgrohe    | + 1' 37"    |
|      |                    |                   |             |
| 40.  | Paweł Poljański    | Bora-Hansgrohe    | + 6' 12"    |

| M-ce | Zawodnik           | Zespół            | Punkty |
| ---- | ------------------ | ----------------- | ------ |
| 1.   | Elia Viviani       | Quick-Step Floors | 46     |
| 2.   | Alejandro Valverde | Movistar Team     | 30     |
| 3.   | Alexander Kristoff | UAE Team Emirates | 27     |
| 4.   | Caleb Ewan         | Mitchelton-Scott  | 26     |
| 5.   | Phil Bauhaus       | Team Sunweb       | 25     |
|      |                    |                   |        |
| 22.  | Rafał Majka        | Bora-Hansgrohe    | 9      |

| M-ce | Zawodnik           | Zespół             | Czas        |
| ---- | ------------------ | ------------------ | ----------- |
| 1.   | Miguel Ángel López | Astana Pro Team    | 16h 00' 40" |
| 2.   | Antwan Tolhoek     | Team LottoNL-Jumbo | + 1' 39"    |
| 3.   | Giulio Ciccone     | Bardiani CSF       | + 3' 15"    |
| 4.   | Pascal Eenkhoorn   | Team LottoNL-Jumbo | + 5' 12"    |
| 5.   | Matej Mohorič      | Bahrain-Merida     | + 5' 13"    |

| M-ce | Zawodnik           | Zespół           | Punkty |
| ---- | ------------------ | ---------------- | ------ |
| 1.   | Nikolay Trusov     | Gazprom-RusVelo  | 25     |
| 2.   | Rudy Barbier       | Ag2r-La Mondiale | 16     |
| 3.   | Vincenzo Albanese  | Bardiani CSF     | 10     |
| 4.   | Toms Skujiņš       | Trek-Segafredo   | 9      |
| 5.   | Alejandro Valverde | Movistar Team    | 8      |

| M-ce | Zespół            | Czas        |
| ---- | ----------------- | ----------- |
| 1.   | Bora-Hansgrohe    | 48h 04′ 08″ |
| 2.   | UAE Team Emirates | + 53"       |
| 3.   | BMC Racing Team   | + 2' 29"    |
| 4.   | Movistar Team     | + 3' 51"    |
| 5.   | Trek-Segafredo    | + 4' 51"    |